# Las tres Marías

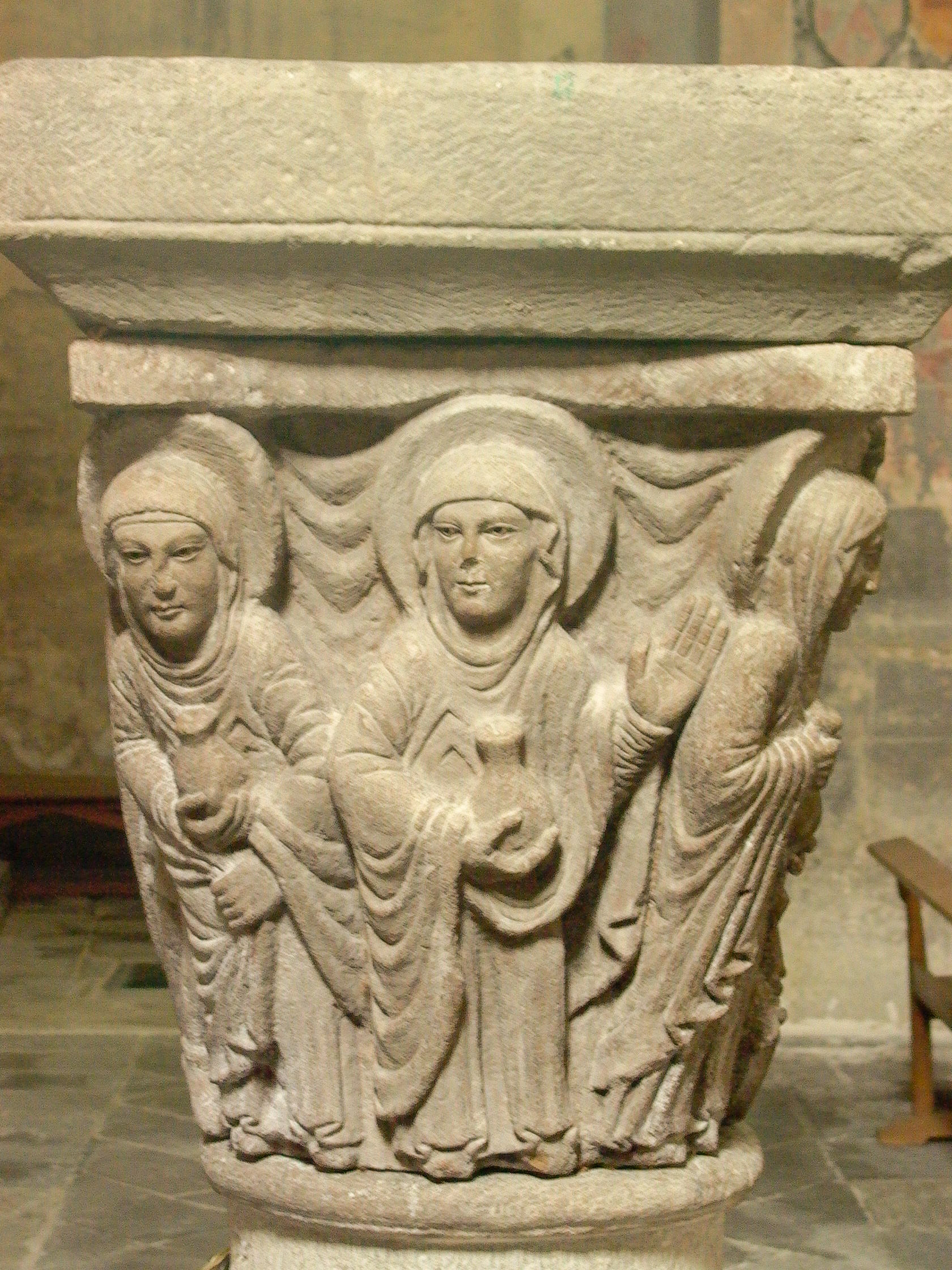
Capitel románico de Saint-Pierre de Mozac.

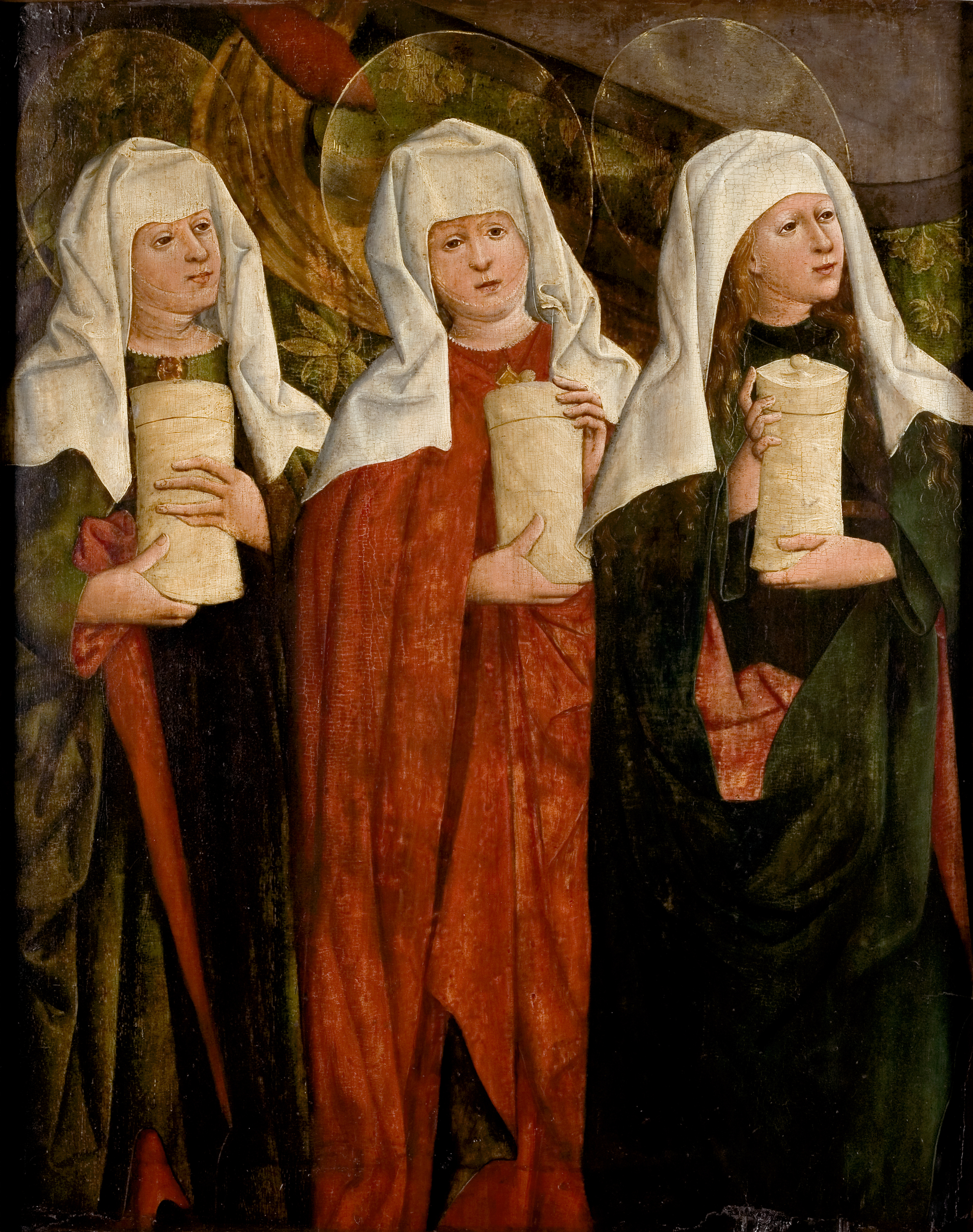
Las Tres Marías, portando los ungüentos para preparar el cadáver de Cristo. Detalle de una obra de Nicolaus Haberschrack, 1470.

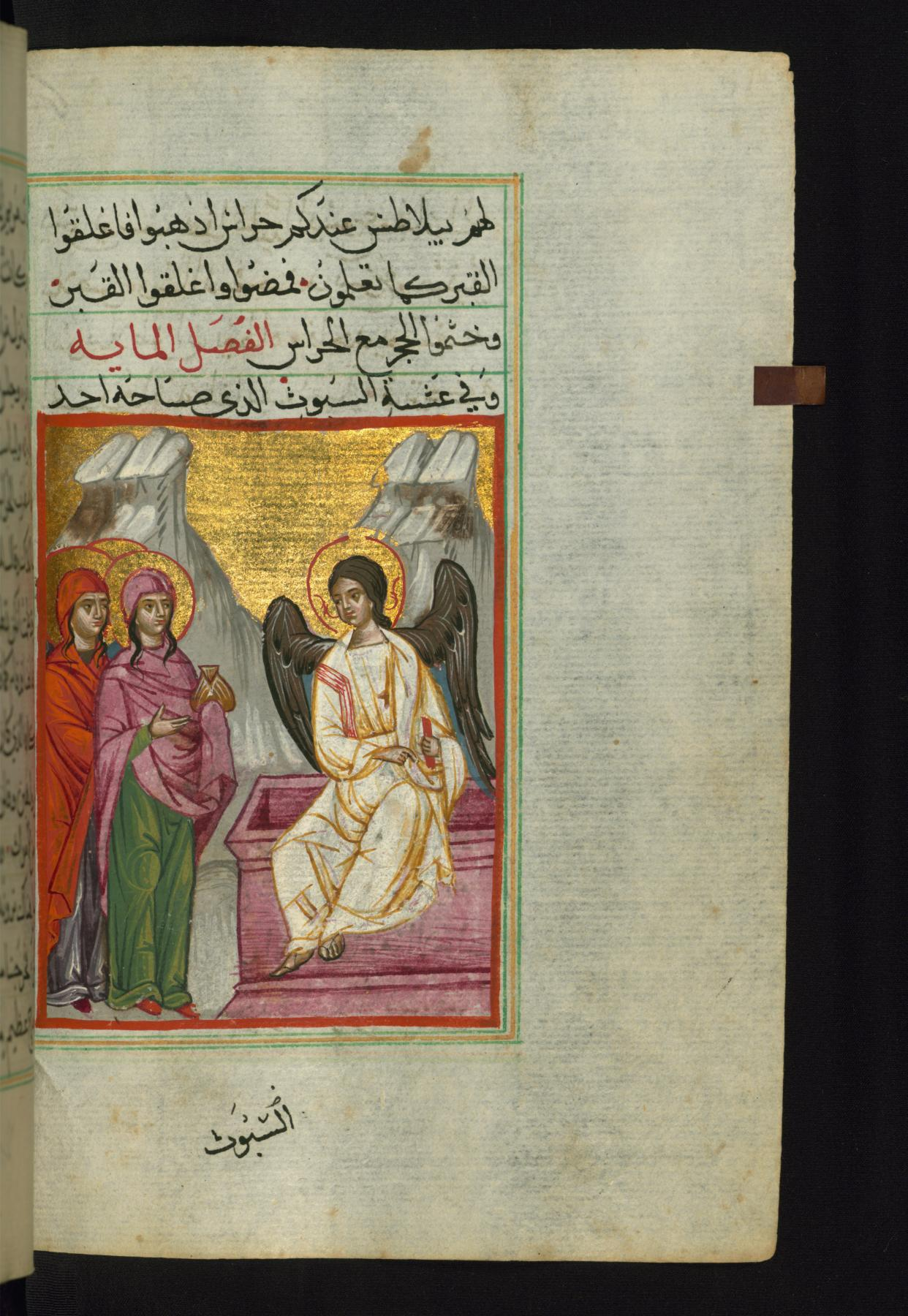
Manuscrito egipcio (en caracteres arábigos) de Ilyas Basim Khuri Bazzi Rahib, 1684. El ángel recibe a las Tres Marías ante el sepulcro vacío. Aunque solo se representan las figuras de dos, la tercera se identifica por el tercer nimbo que se encuentra tras los suyos.

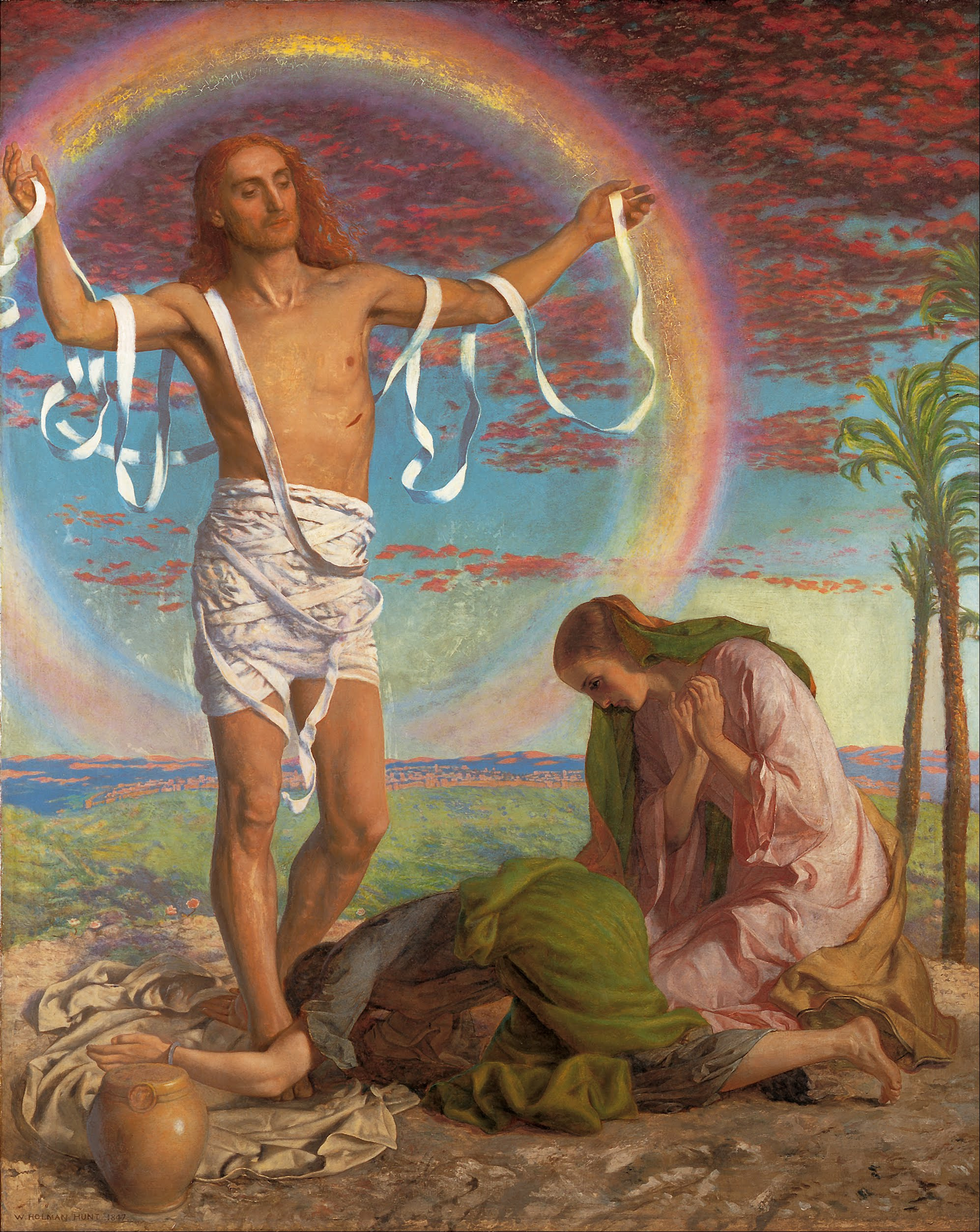
William Holman Hunt, Cristo y las dos Marías, 1847. El número de los personajes femeninos no es constante en los relatos evangélicos.

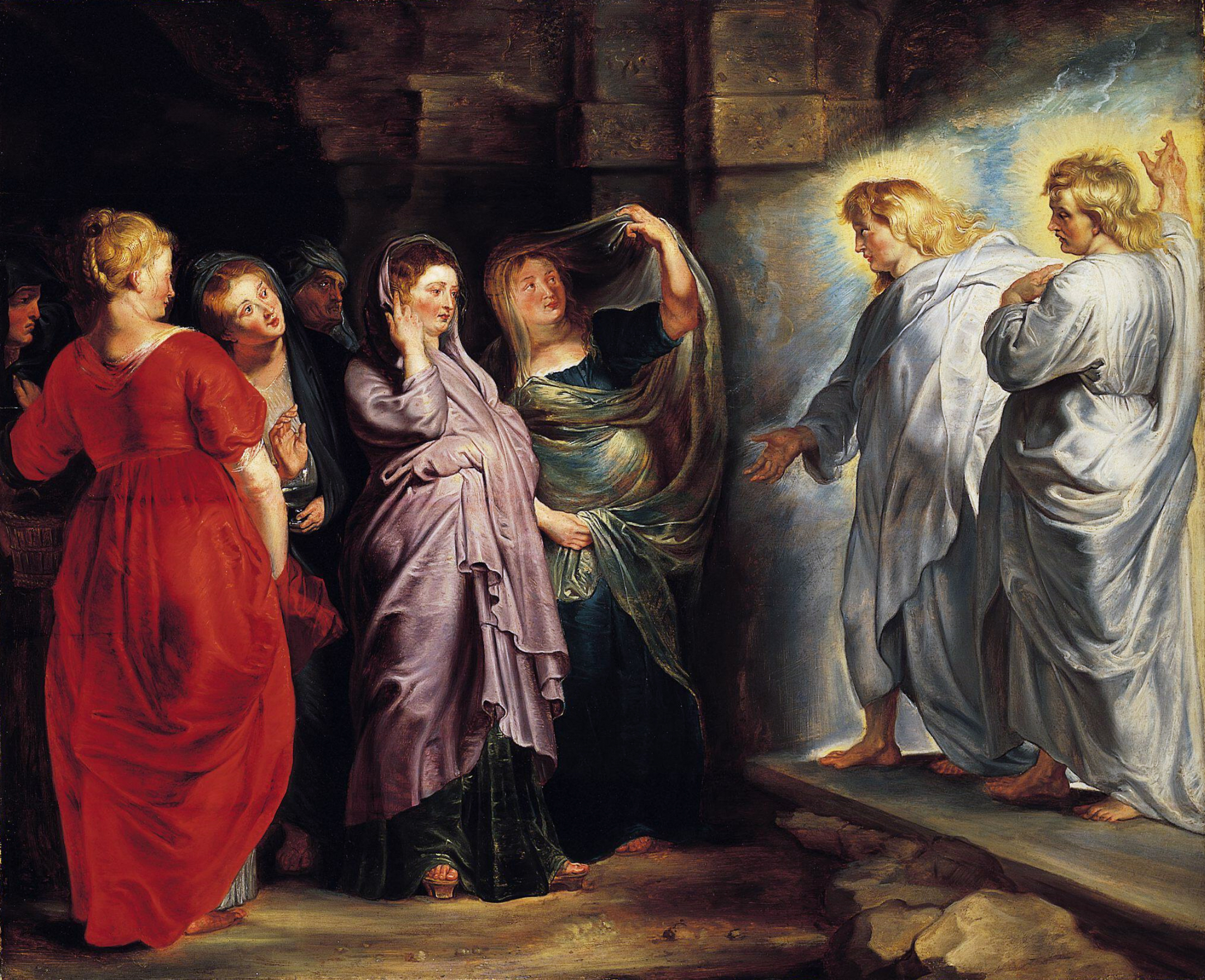
Rubens, Las Santas Mujeres ante el sepulcro, 1611-1614. En este caso, el número es de seis, y dos los ángeles.

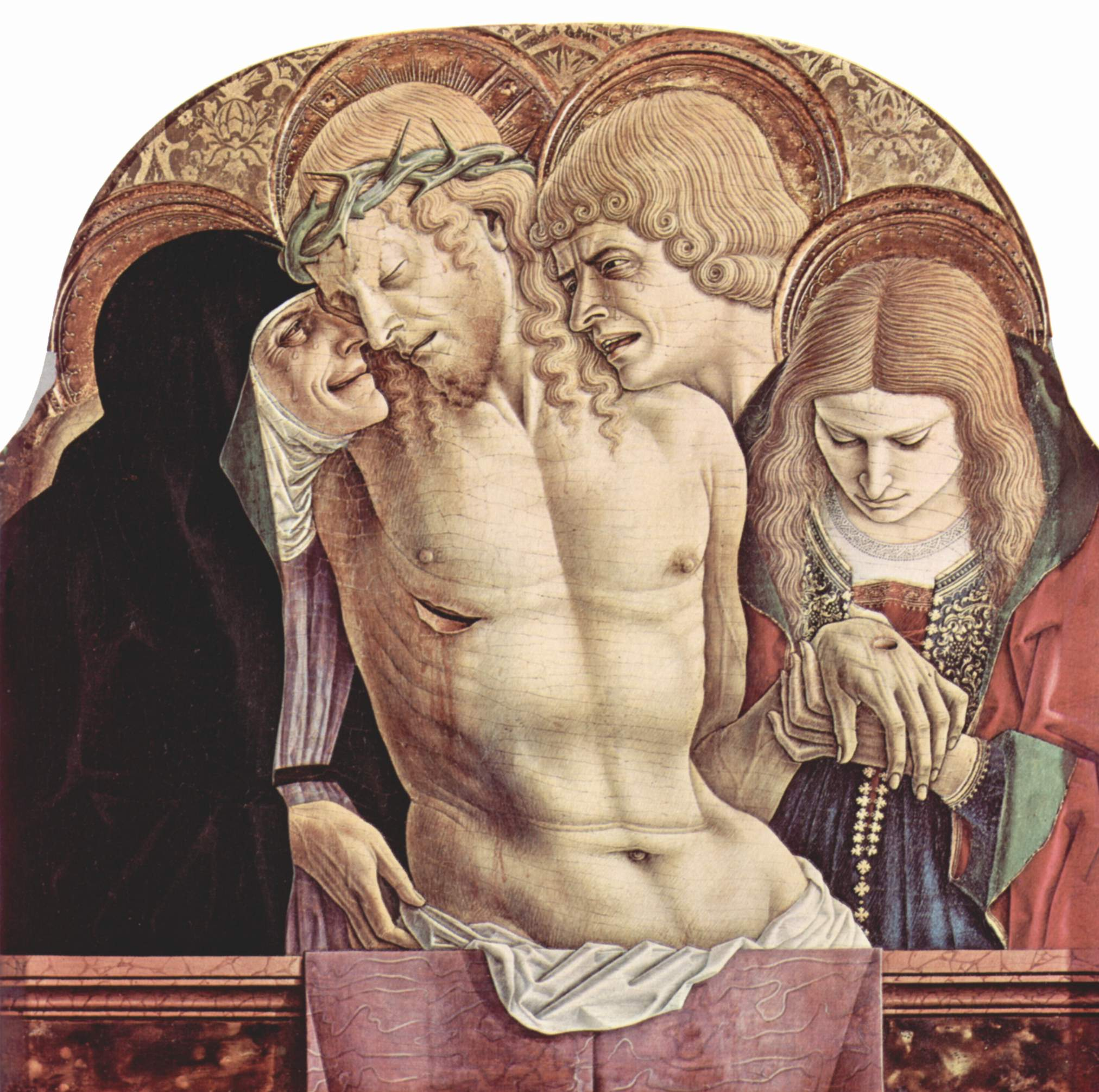
Carlo Crivelli, Políptico de la Catedral de Ascoli. El grupo de tres está aquí compuesto por la Virgen María, Juan Evangelista y María Magdalena.

Descendimiento, de Van der Weyden, 1435-1438.

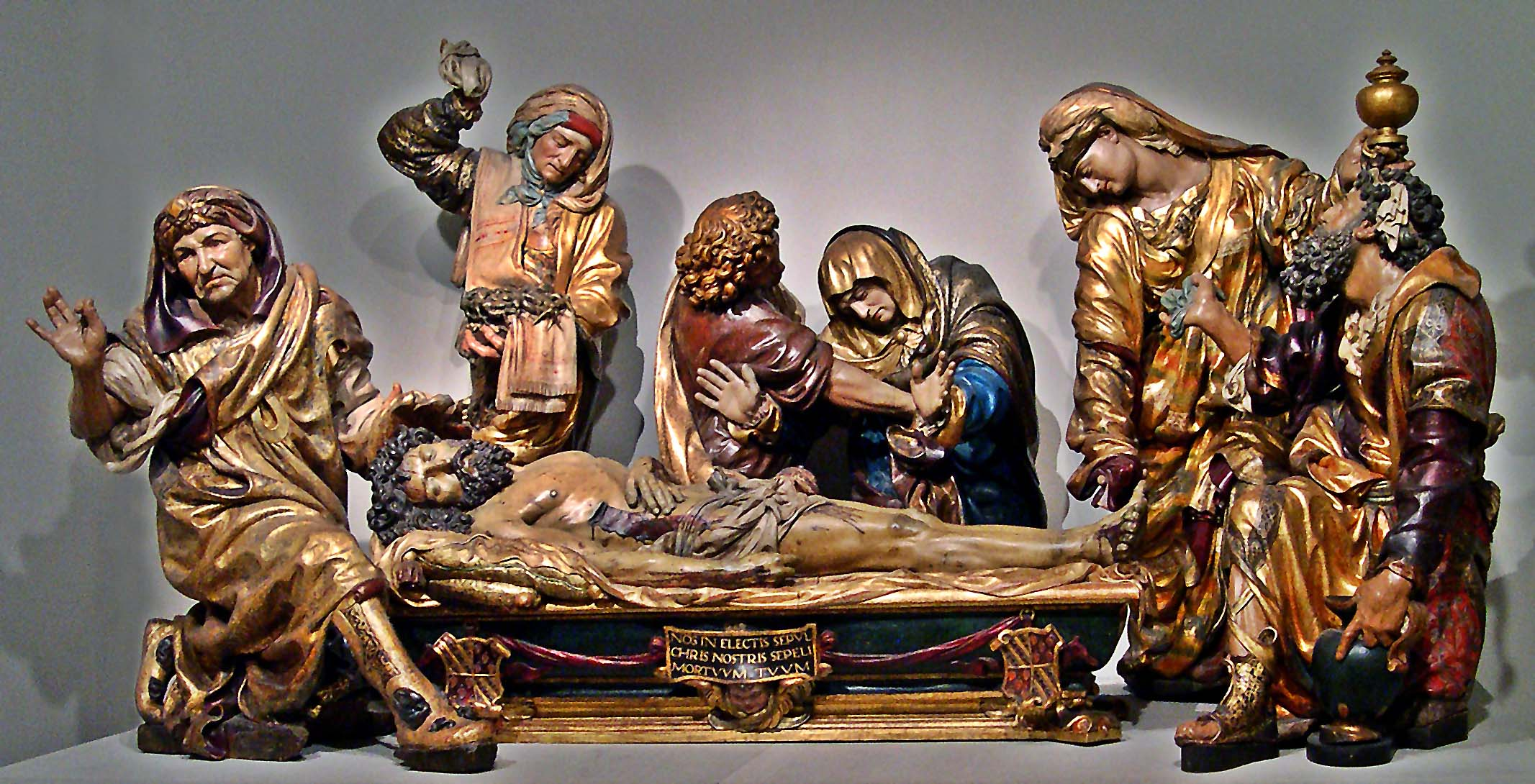
Santo Entierro, de Juan de Juni,.

Las Tres Marías, a veces utilizado en la forma Santas Marías,  las Tres Santas Marías o las Santas Mujeres,  es la denominación conjunta de distintos personajes evangélicos llamados María, generalmente se refiere a María Magdalena, María Salomé y María de Cleofás, no siempre coincidentes, constituyen el nombre convencional de dos temas evangélicos muy desarrollados en la cultura y el arte.
La interacciones de Jesús con las mujeres ha sido objeto de particular exégesis y hermenéutica en el cristianismo y de estudios de género desde una perspectiva laica.

## Personajes evangélicos
En la época, Miriam (latinizado, María) era uno de los nombres femeninos más comunes entre los judíos. Además de su madre, la Virgen María, las dos "Marías" más importantes de los relatos evangélicos son: María Magdalena (o de Magdala) María de Cleofás, María madre de Marcos y María de Betania (a veces identificada con la anterior), hermana de Lázaro de Betania y Marta de Betania.
Se ha señalado la existencia de una oposición entre las personalidades de estas "Marías", ambas las más cercanas a Jesús como "compañeras": la de Magdala, caracterizada por el arrepentimiento, simbolizaría la Ley y los profetas (el Antiguo Testamento); la de Betania, caracterizada por el amor libremente escogido, simbolizaría el Nuevo Testamento.
Otros personajes evangélicos de nombre María son:
- María Salomé, que acompañó a Jesucristo durante la crucifixión. Fue mujer de Zebedeo y madre de los apóstoles Santiago el Mayor y Juan.
- María de Cleofás o Cleofé, que sería mujer de Cleofás (identificable con Tadeo o Alfeo) y hermana de la María madre de Jesucristo. A veces se la identifica con María Salomé, ya que también es citada en la escena de la crucifixión, pero en distinto evangelio.
- María (madre de Santiago y José). En algunas interpretaciones de los textos evangélicos se identifica con la misma María madre de Jesucristo, que habría tenido otros hijos. La Iglesia Católica rechaza esa posibilidad, sugiriendo que puede ser cualquier otra María, por ejemplo, la María de Cleofás. La identidad del otro hijo, José, es menos clara; aunque ese nombre (también muy común) era llevado por José de Arimatea (cuyo papel en la crucifixión y entierro de Cristo es destacadísimo) y por José de Nazaret (o San José, el esposo de la María madre de Jesucristo).

Había allí muchas mujeres que miraban de lejos: eran las mismas que habían seguido a Jesús desde Galilea para servirlo.
Entre ellas estaban María Magdalena, María —la madre de Santiago y de José— y la madre de los hijos de Zebedeo.
 Mateo 27, 55-56

Junto a la cruz de Jesús, estaba su madre y la hermana de su madre, María, mujer de Cleofás, y María Magdalena.
Juan 19, 25

## Iconografía de los temas evangélicos
La representación gráfica más antigua conocida del tema de Las tres Marías se descubrió en una capilla del yacimiento arqueológico de Dura Europos (ciudad sobre el Éufrates, actualmente en Siria), pintada antes de la destrucción de la ciudad en el año 256.

### Crucifixión, Descendimiento y Entierro de Cristo
La iconografía cristiana representa a veces el grupo de mujeres que presencian la Crucifixión de Cristo o el Descendimiento (habitualmente como escena secundaria del tema principal, pero en ocasiones convertido en motivo destacado (por la posición, tamaño o tratamiento elegido por el artista). En ocasiones se titula como Lamentación sobre Cristo muerto. Cuando es únicamente la figura de María la que acoge el cuerpo de Cristo, el tema se denomina Pietà. Una escena posterior es la del Entierro de Cristo, en que los personajes femeninos se suelen identificar como plañideras. El número de personajes femeninos es muy variable. Muy a menudo se incluye (especialmente en la crucifixión) la presencia de Juan Evangelista, vinculado a la Virgen María. Cuando aparecen sólo dos personajes femeninos se suelen identificar como la Virgen María y María Magdalena (siendo Juan el tercer personaje que equilibra el triángulo compositivo).

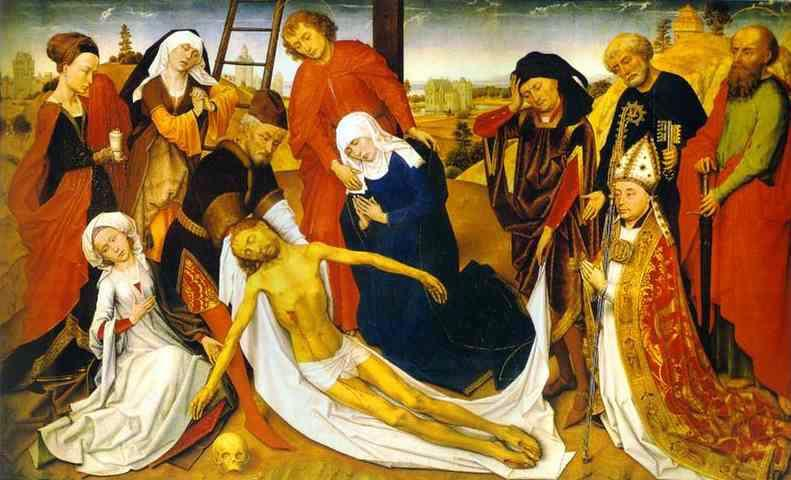
Van der Weyden, 1460-1480.
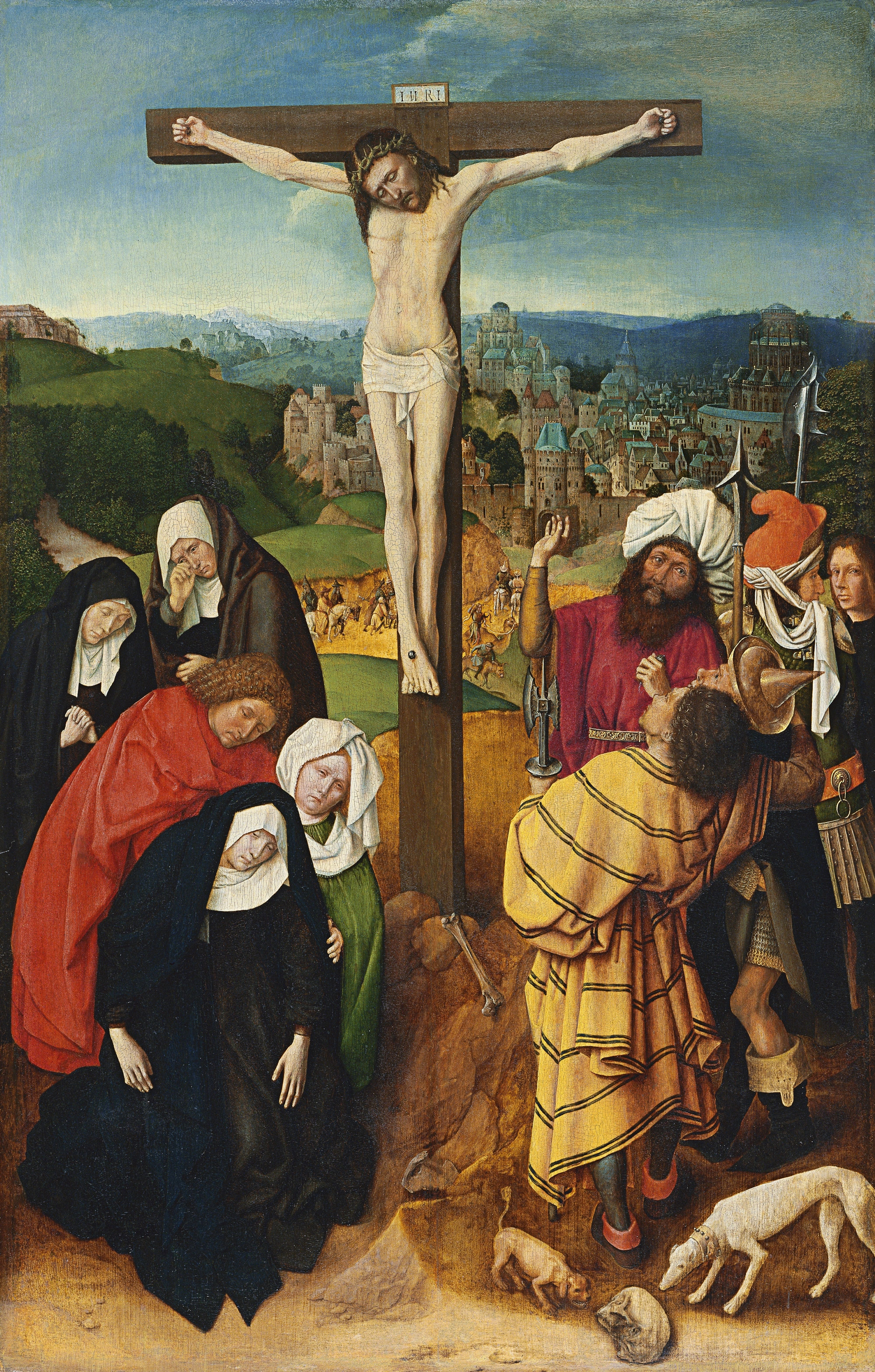
Gerard David, 1475.
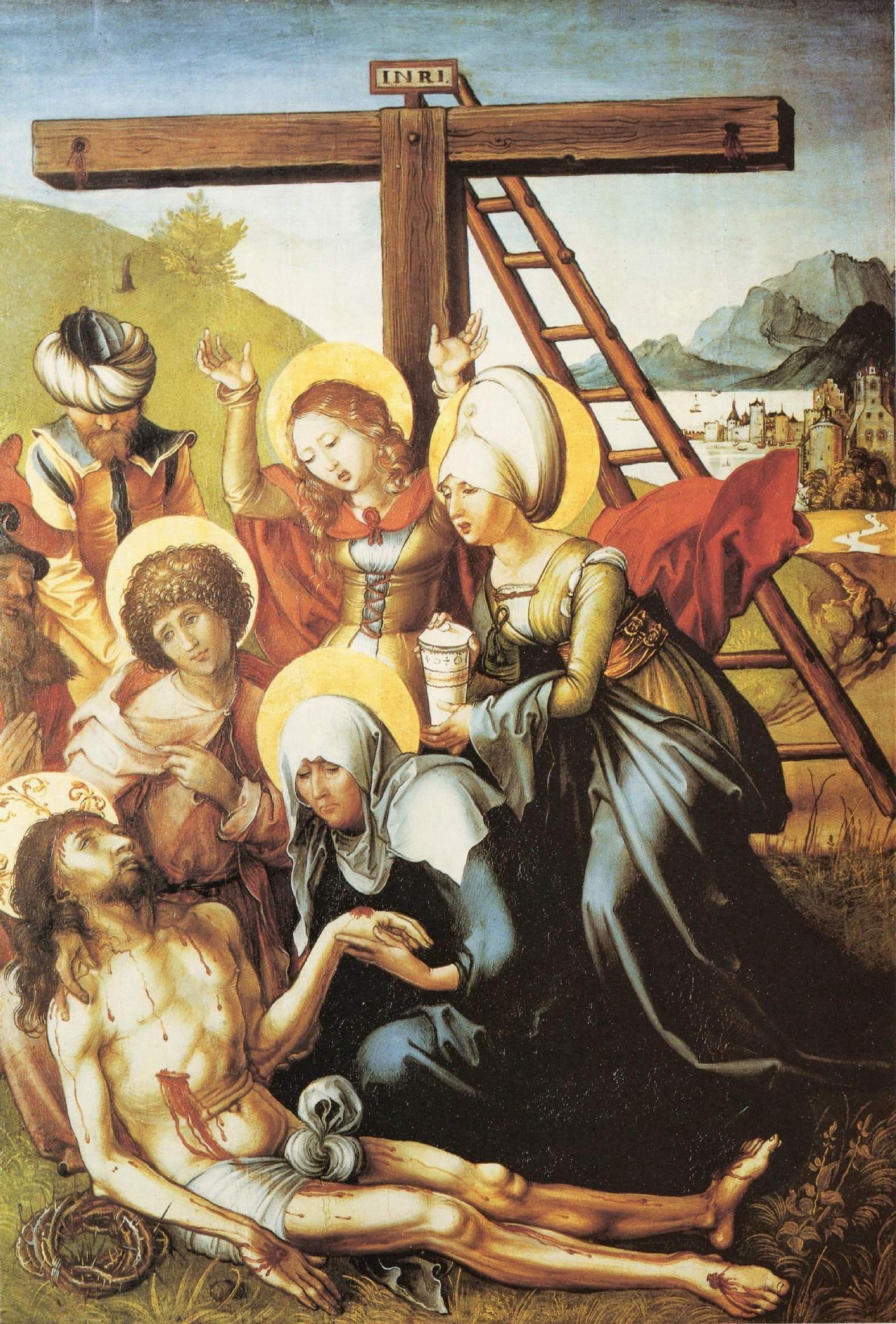
Durero, 1494-1497.
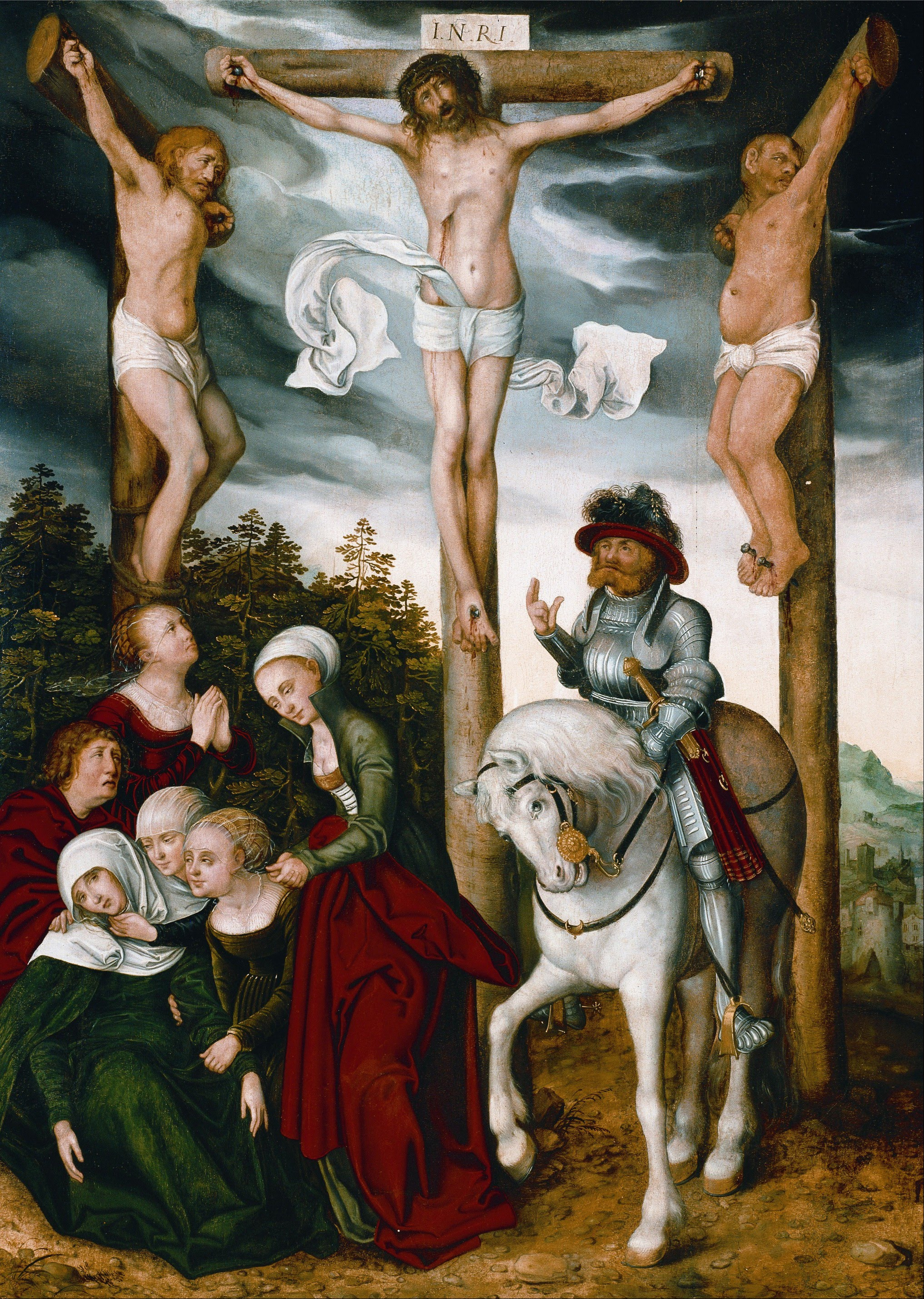
Lucas Cranach el Viejo, ca. 1500.
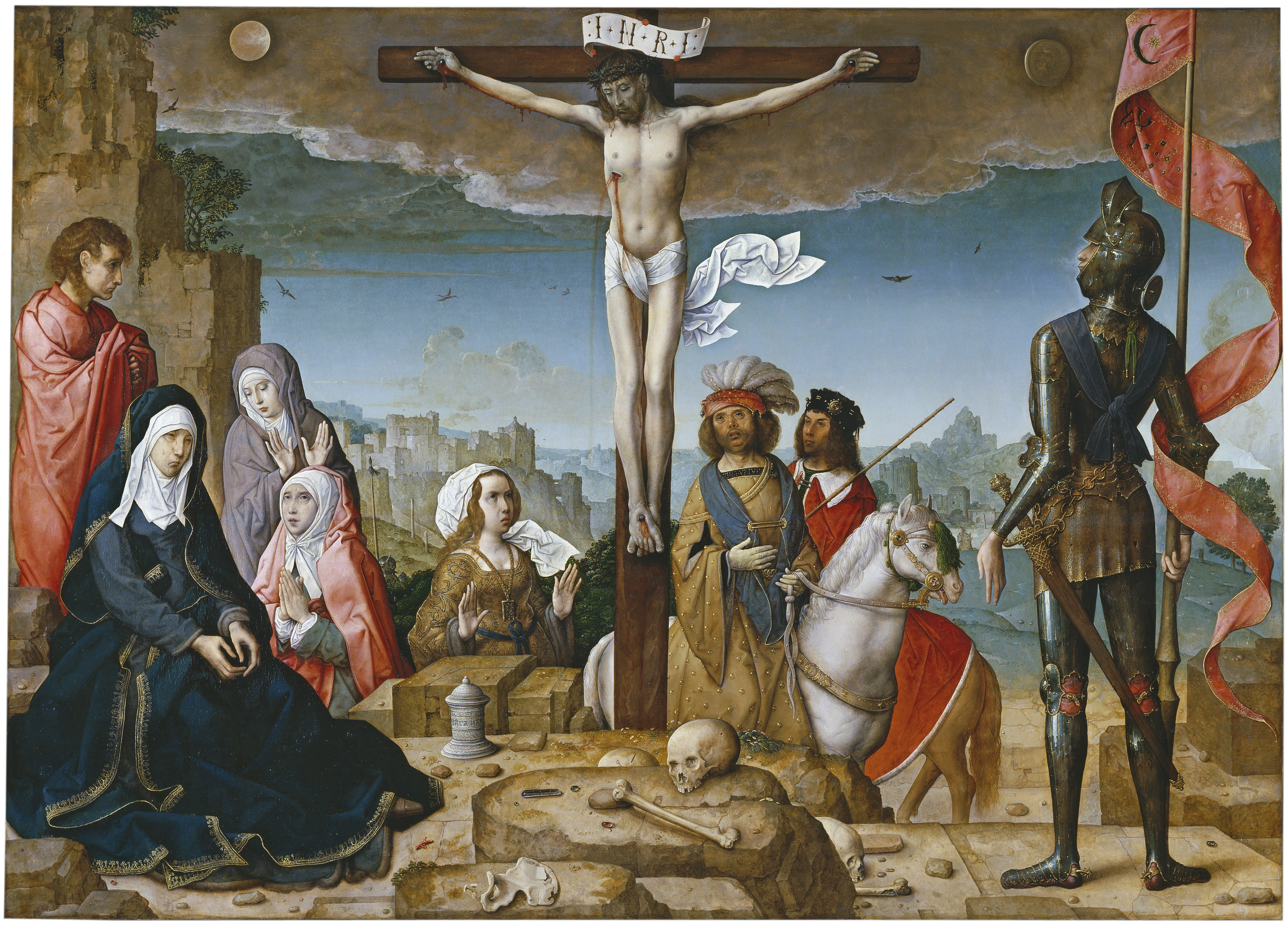
Juan de Flandes, 1509.

### Resurrección
También se representa a veces a la mujer o grupo de mujeres que van a visitar el Santo Sepulcro, lo hallan vacío y se encuentran con Jesús Resucitado, siendo por tanto los primeros testigos de la resurrección de Cristo. Según el Evangelio de Juan no fue un grupo, sino únicamente la Magdalena, pero según los Evangelios de Lucas, Marcos y Mateo eran María Magdalena, María la de Santiago, y Juana
En pintura religiosa, el encuentro entre Jesús resucitado y una mujer ante su tumba se conoce con la expresión latina (de la Vulgata) Noli me tangere ("no me toques").
En la liturgia medieval, el tema denominado Quem quaeritis? dio origen al primer drama litúrgico europeo.
En imaginería religiosa y en los pasos de las procesiones de Semana Santa en España es habitual el Grupo de las Tres Marías.

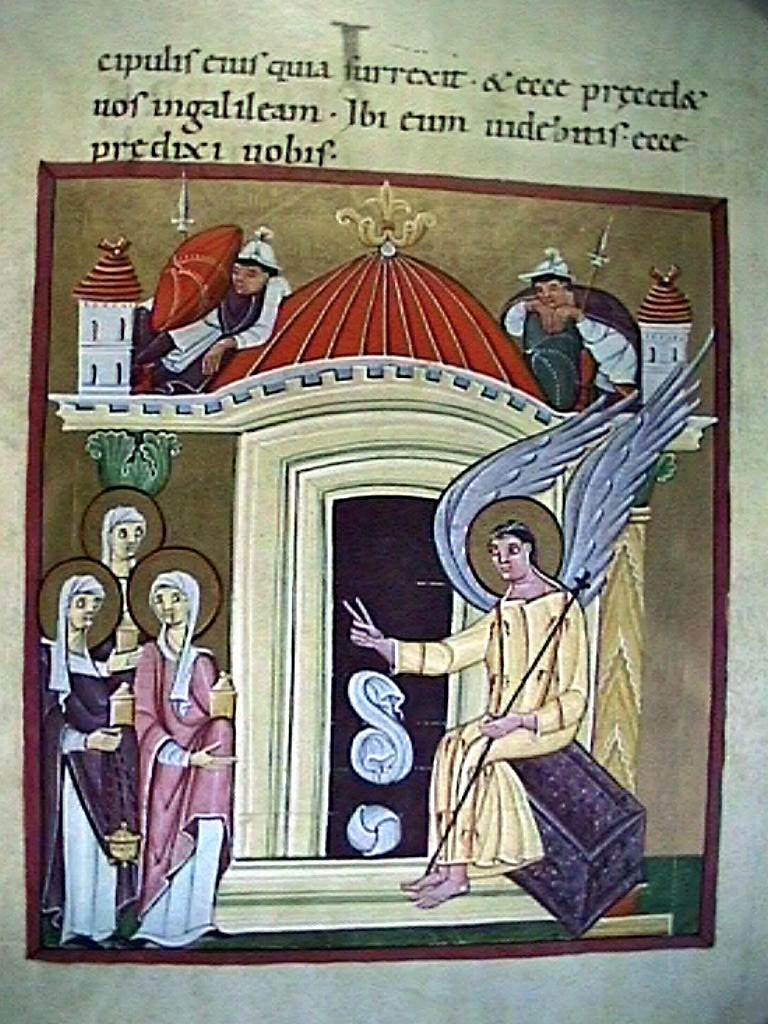
Ilustración del llamado Apocalipsis de Bamberg, siglo XI.
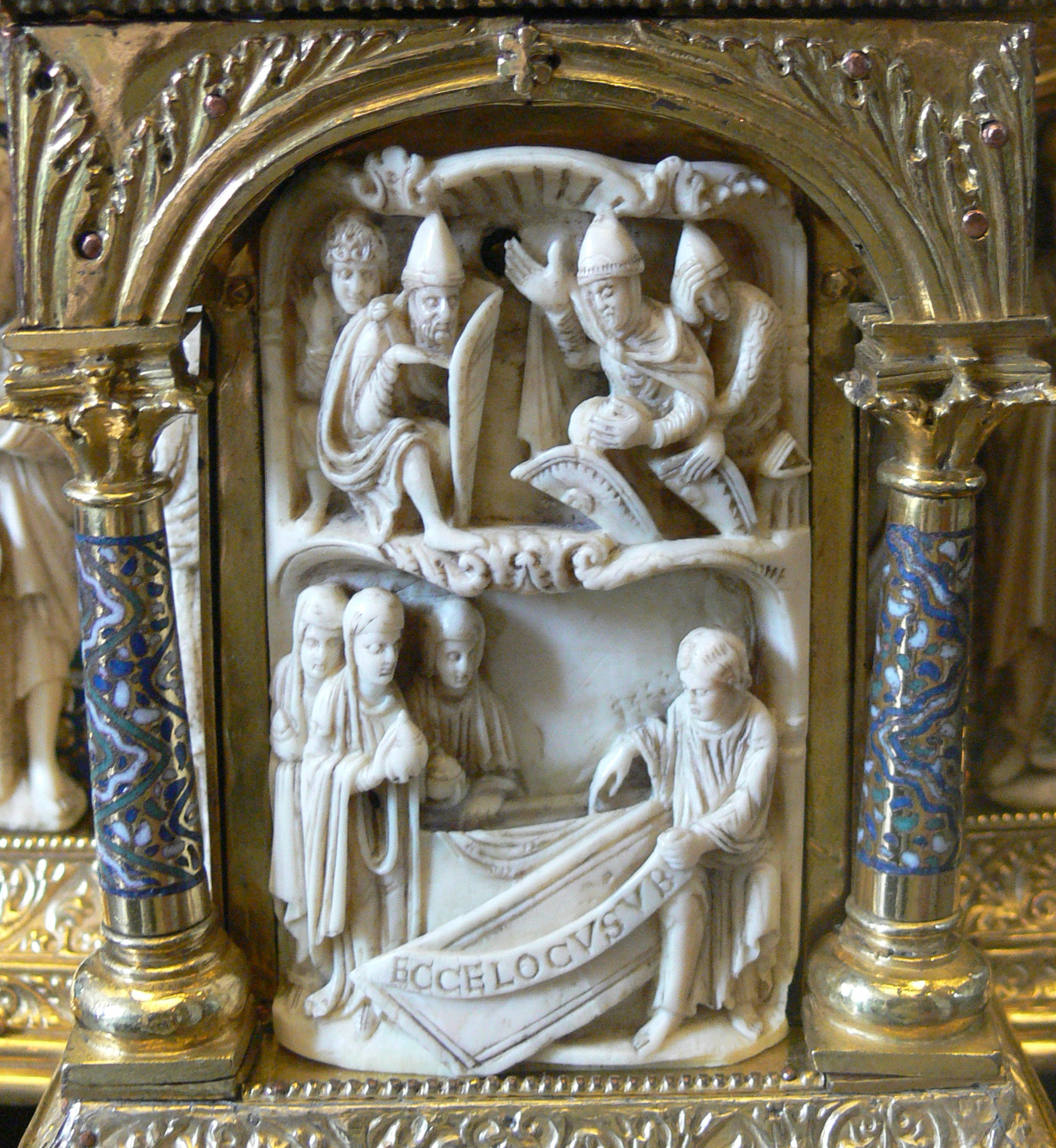
Relicario del siglo XII.
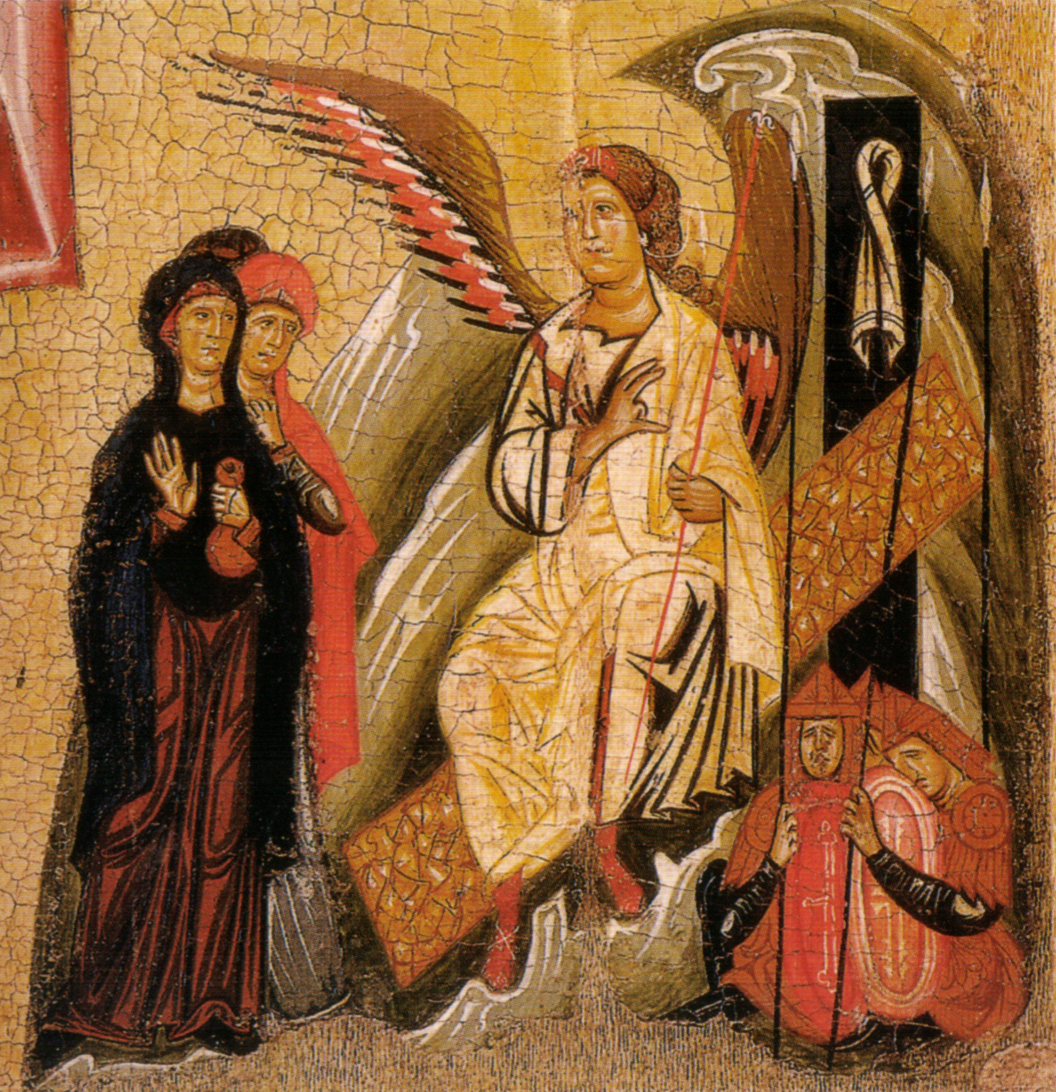
Maestro della Croce, primera mitad del siglo XIII.
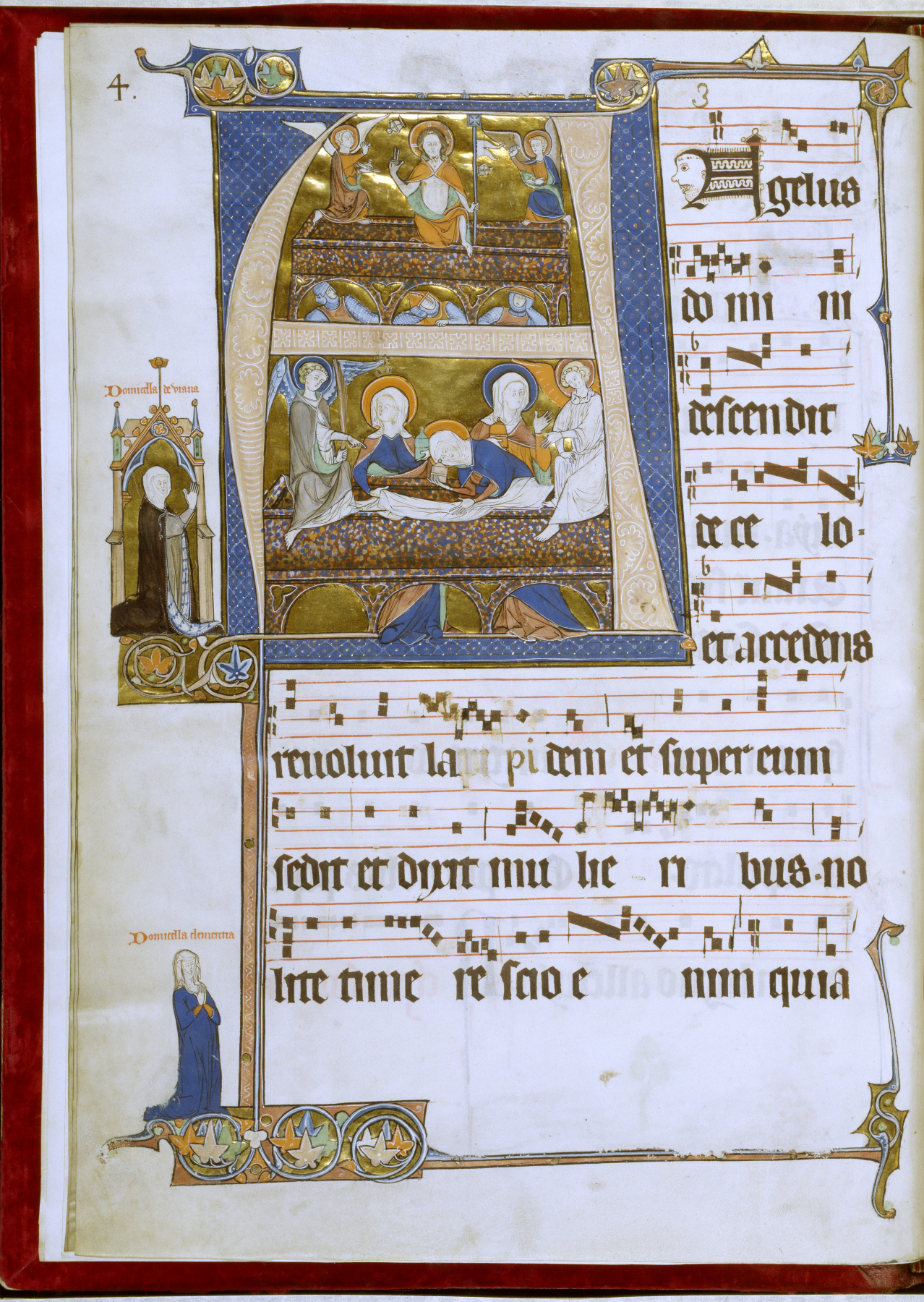
Anónimo flamenco, ca. 1290.
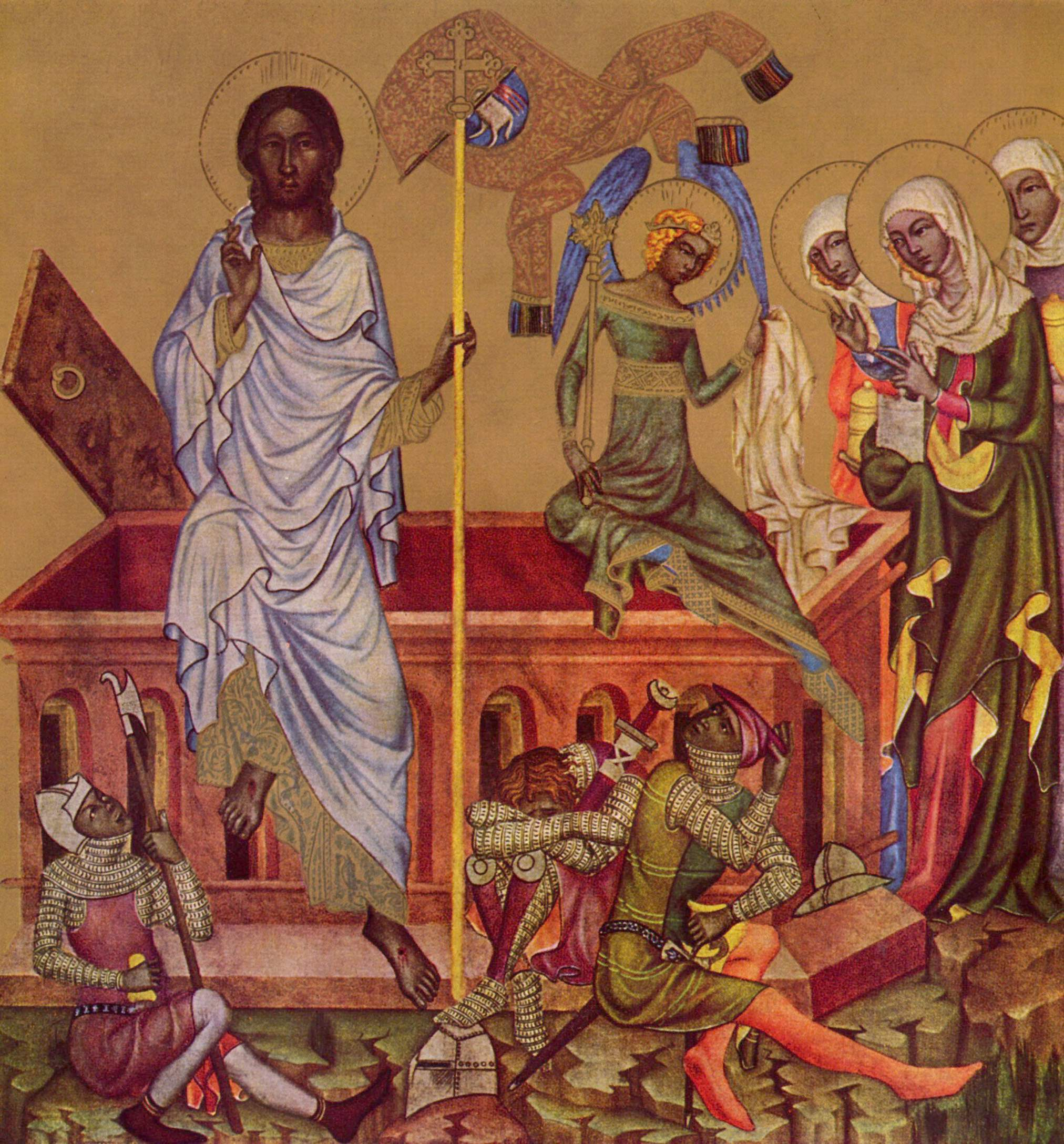
Maestro de Hohenfurth, 1305.

## Trémaïé y peregrinación de Saintes-Maries-de-la-Mer
Se trata de un bajorrelieve galo-romano de Les Baux-de-Provence, identificado posteriormente (siglo XVII) como una representación de las Tres Marías, y conectada con la leyenda de la llegada a esa zona del sur de Francia de algunos discípulos de Cristo, entre ellos María Magdalena. El lugar pasó a denominarse, en lengua provenzal, Trémaïé.

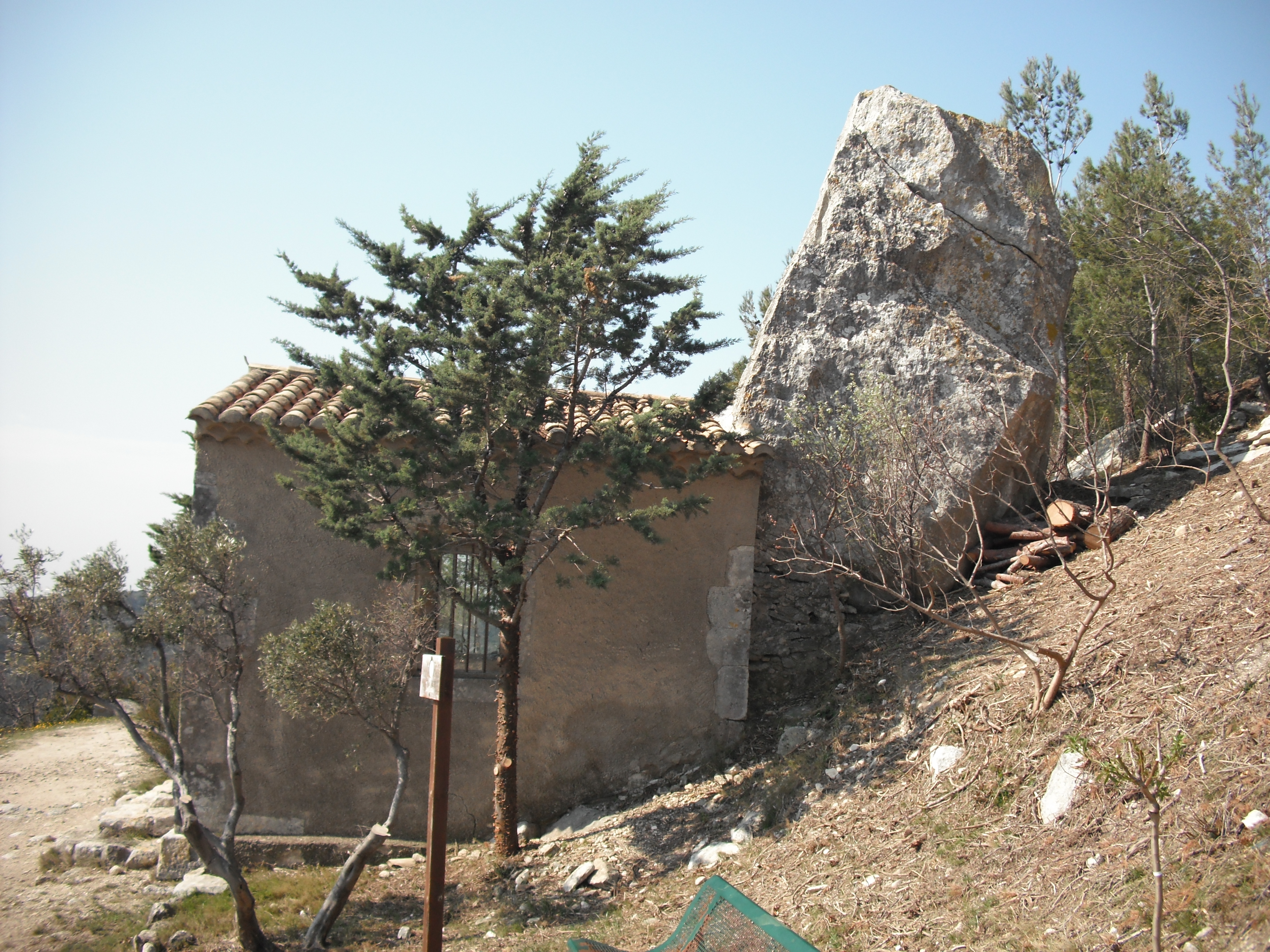
Chapelle des Trémaïe.
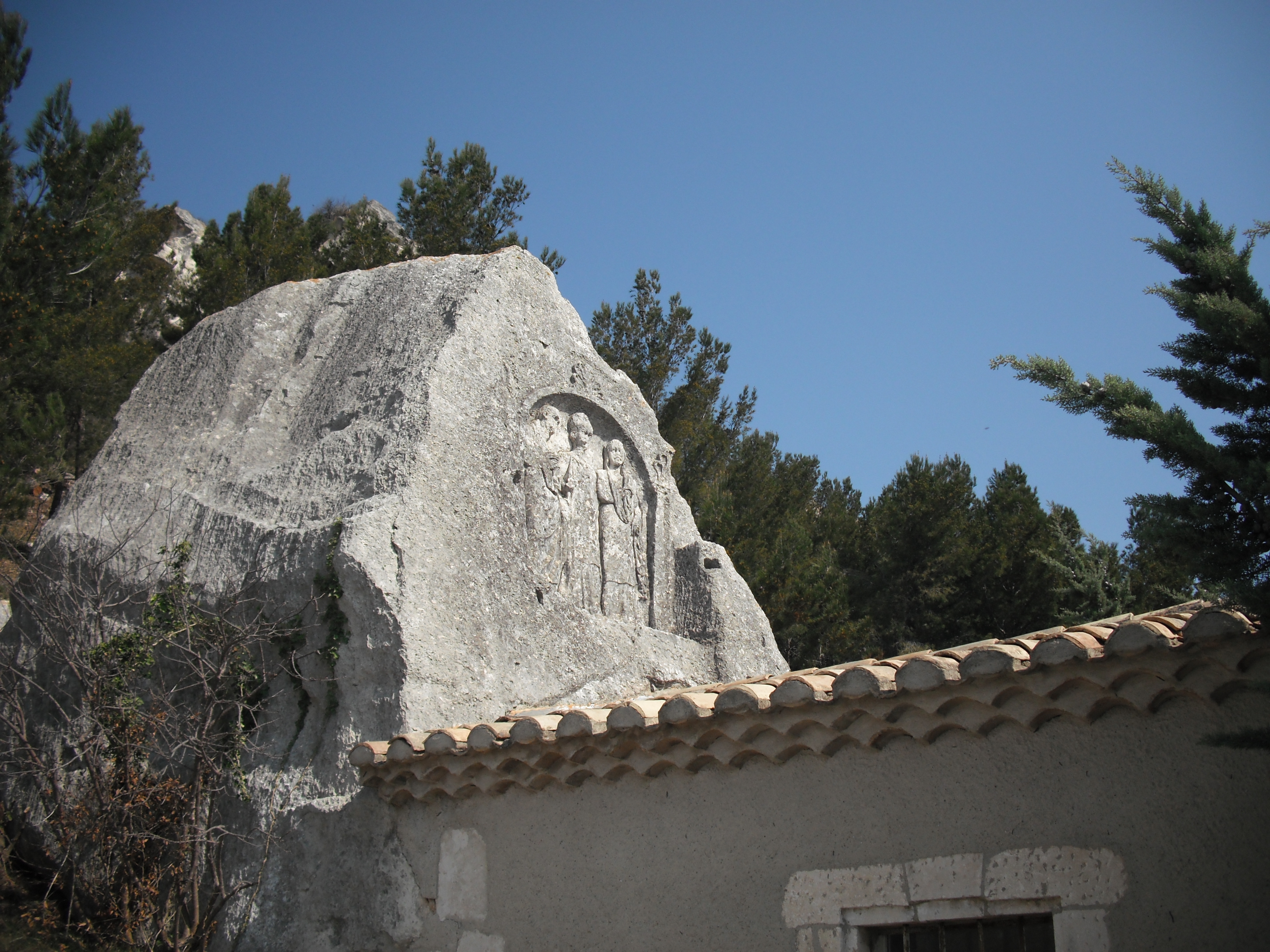
El relieve sobre la capilla.
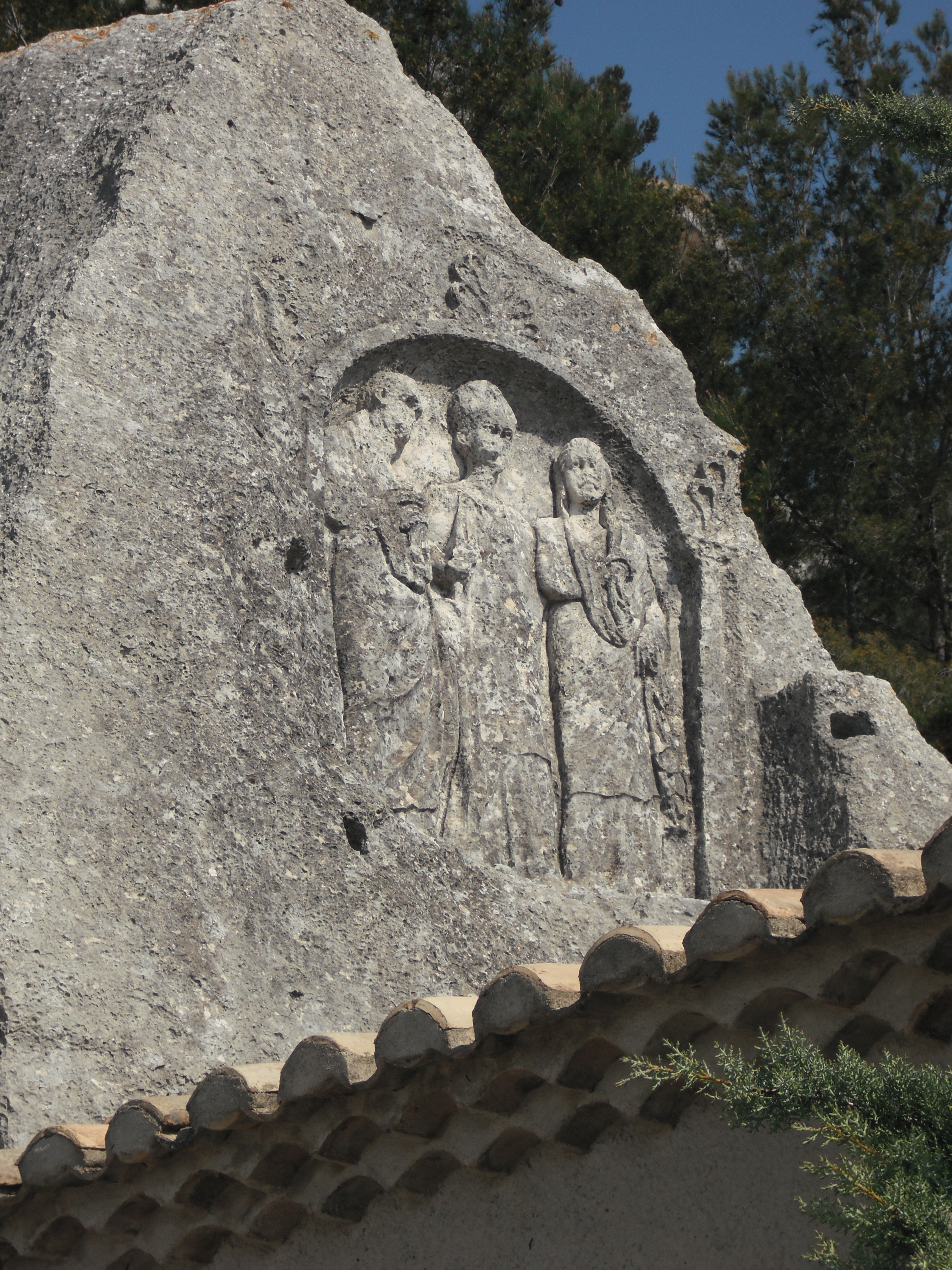
El relieve.

En una población de la misma región, Saintes-Maries-de-la-Mer, se realizan (en su forma actual desde 1935) unas manifestaciones de religiosidad popular que incluyen una peregrinación denominada "de las Santas Marías" o "de los gitanos".

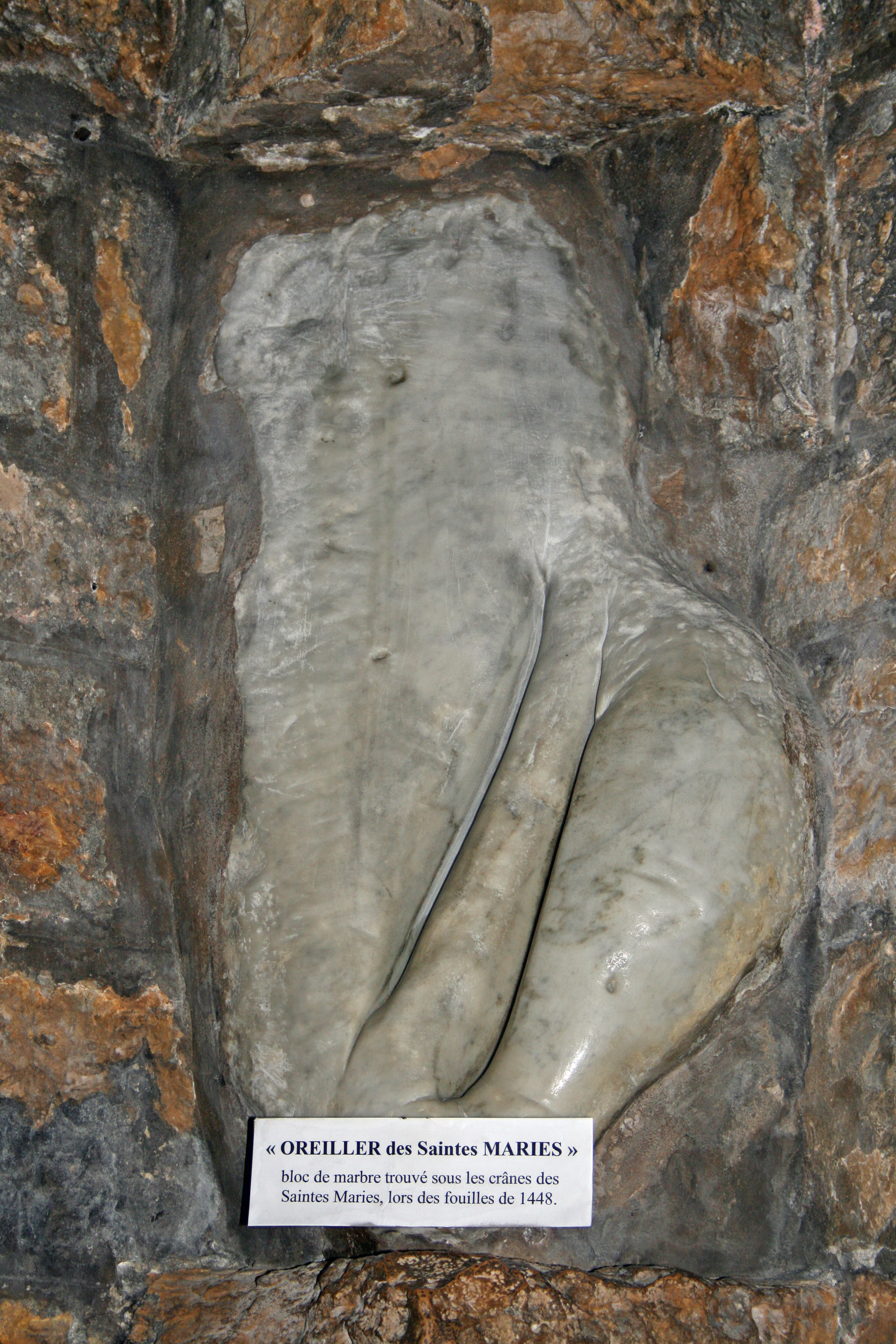
Oreiller ("almohada") de las Santas Marías, descubierto en 1448.
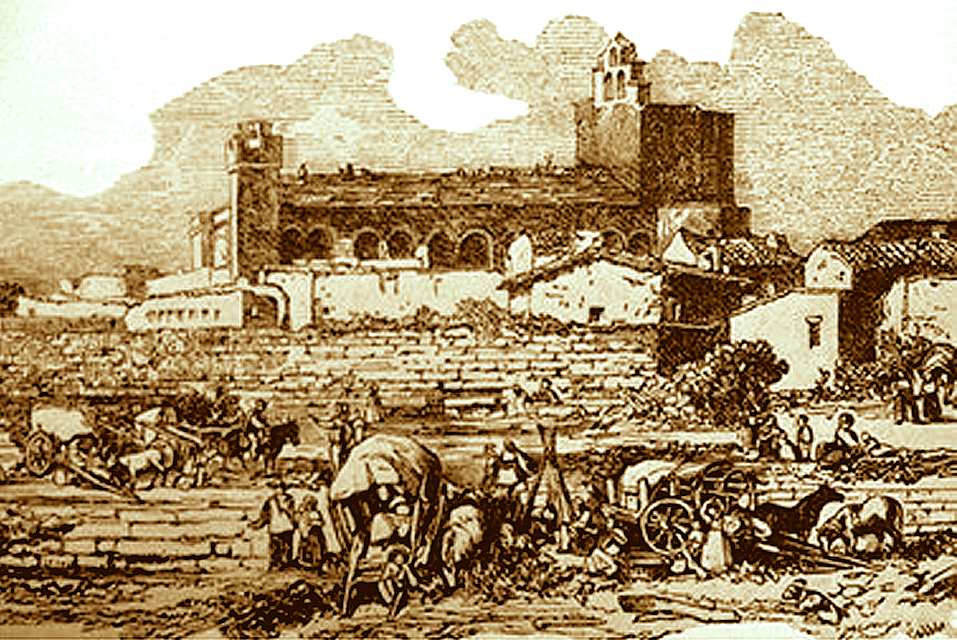
Campamento de peregrinos en 1852 (J. J. B. Laurens).
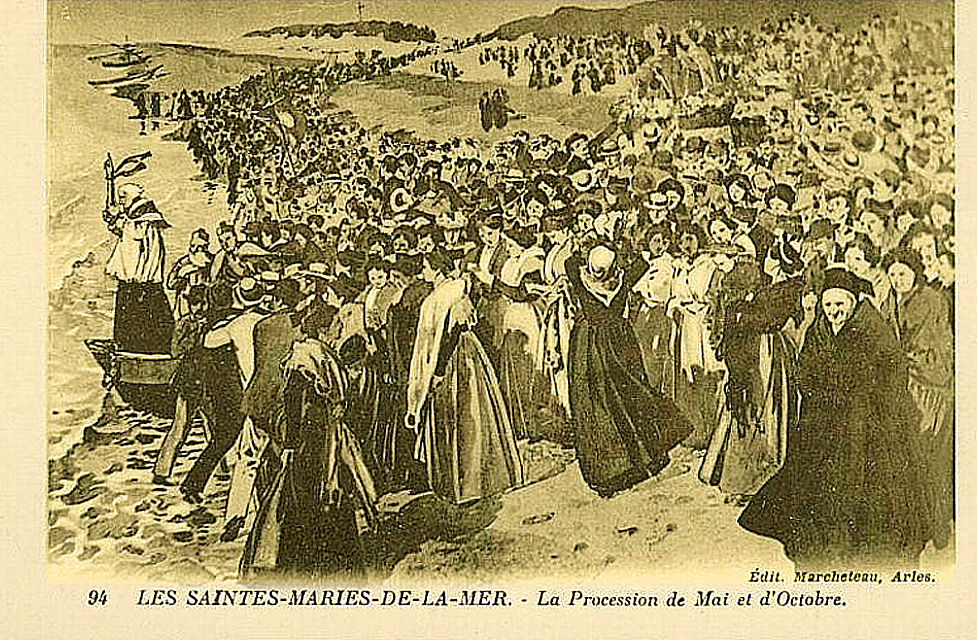
En 1903, bendición del mar por el canónigo Ribon, cura de Saintes-Maries, durante las procesiones locales que tuvieron lugar en mayo y octubre.
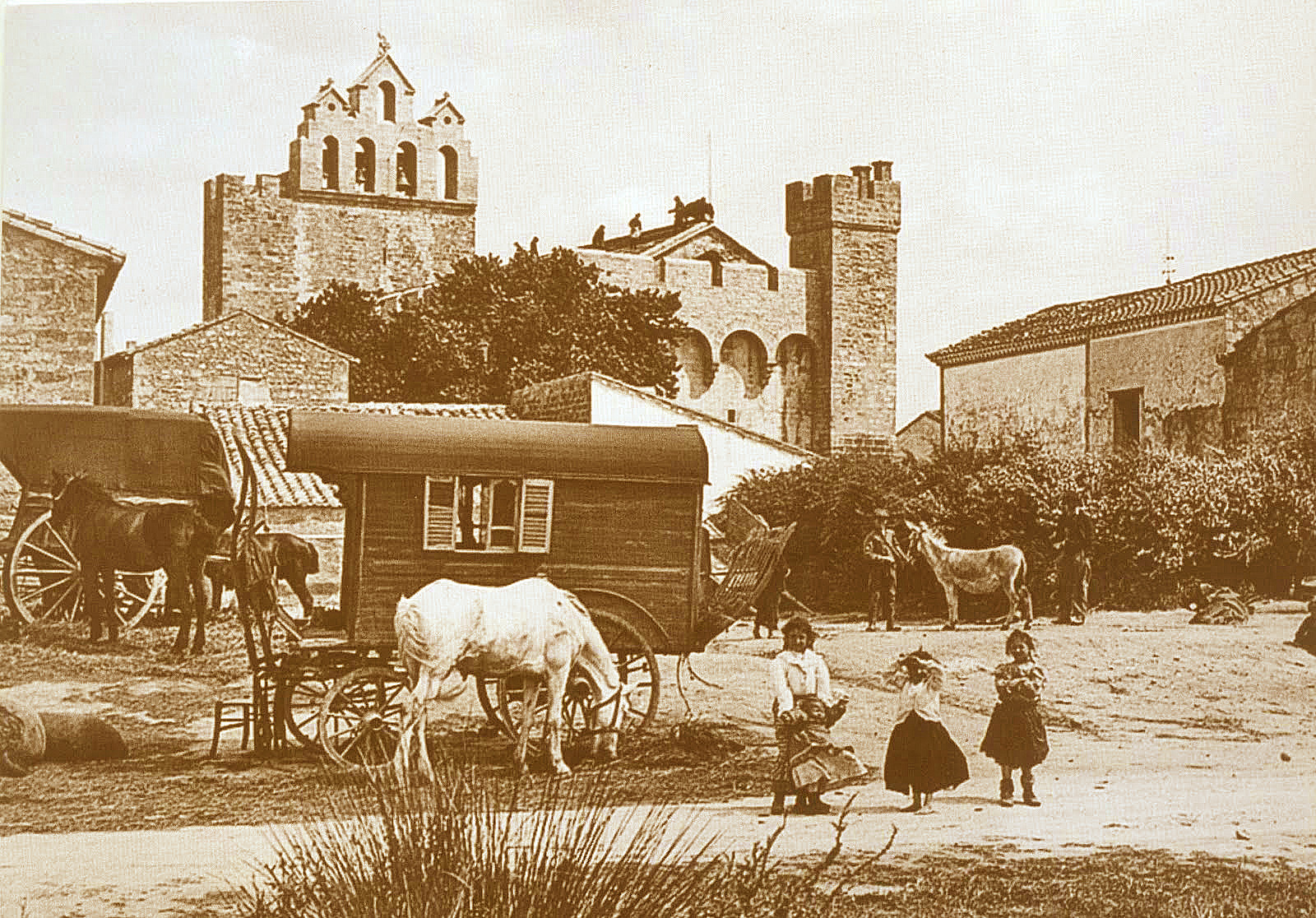
Campamento gitano en Saintes-Maries-de-la-Mer en 1927.
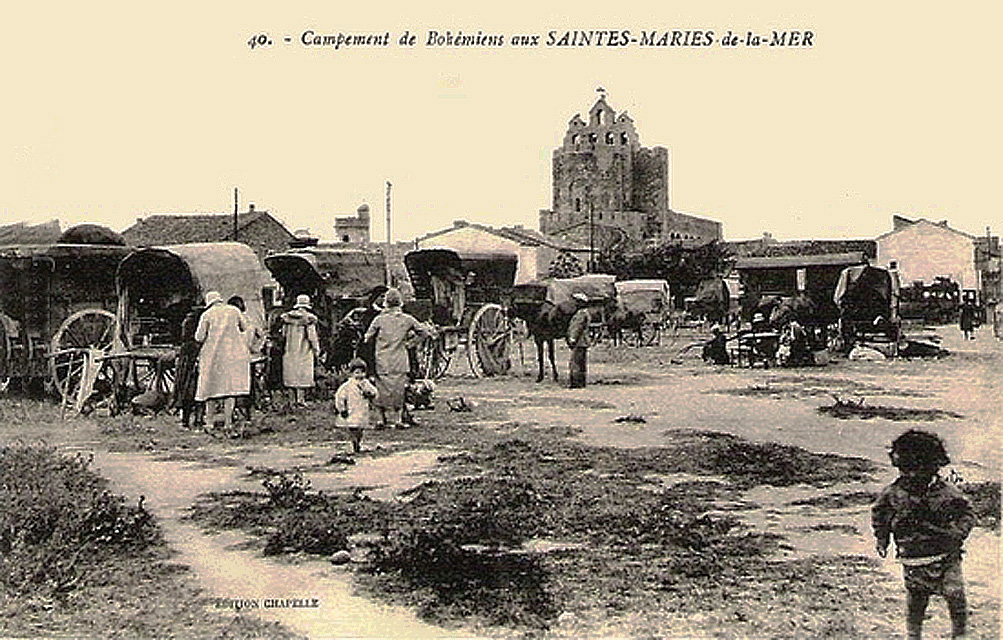
Antes de la procesión, las mujeres del campamento se visten con etole de renard y chapeau cloche.
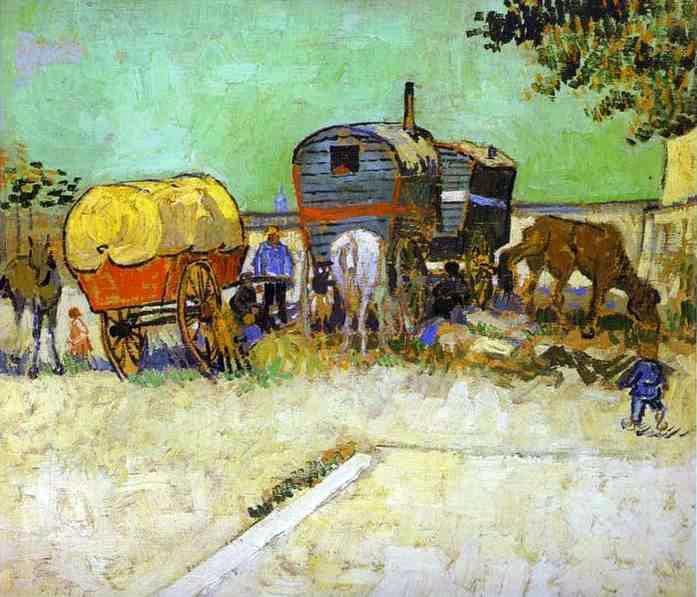
Campamento gitano junto a Arles, de Vincent van Gogh, 1888.